# Loaded (группа)
Loaded (также известна под названием Duff McKagan’s Loaded, в переводе с англ. — «заряженный») — американская рок-группа, созданная в 1999 году в городе Сиэтл, штат Вашингтон. Основателем коллектива является музыкант Дафф Маккаган, наиболее известный как участник групп Guns N’ Roses, Velvet Revolver и Jane’s Addiction.
Изначально Loaded была сформирована как концертная группа Даффа Маккагана для проведения гастрольного тура, где исполнялись композиции его неизданного сольного альбома Beautiful Disease. Но спустя некоторое время Loaded перерос в полноценный музыкальный проект. Состав коллектива неоднократно менялся; постоянным участником является лишь Маккаган. Также в деятельности группы часто возникают длительные перерывы.

## История группы

### Начало деятельности (1999)

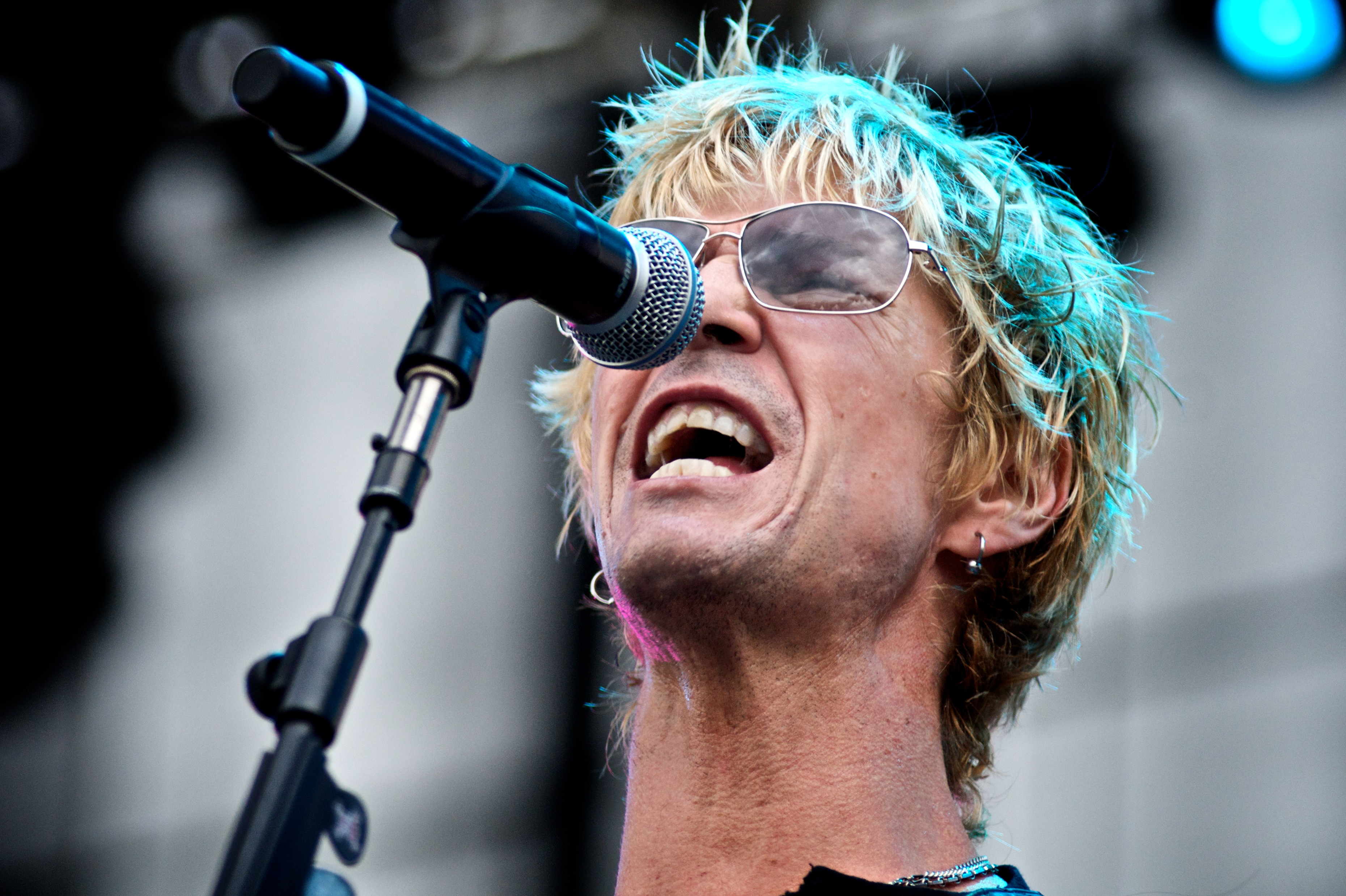
Основатель Loaded Дафф Маккаган

В 1997 году Дафф Маккаган покинул Guns N’ Roses и сконцентрировался на сольном творчестве. В 1998 Дафф Маккаган подписывает контракт с лейблом Geffen Records и начинает работу над своим вторым сольным альбомом Beautiful Disease.
К тому времени, как запись пластинки была окончена, Маккаган организует гастрольный тур. В концертную группу музыканта, получившую название «Loaded» вошли Майкл Бэрраган, Дез Кадена и Патрик «Таз» Бентли. Уже после начала активных гастролей в поддержку Beautiful Disease становится известно, что Geffen теперь является частью компании Interscope Records. Итогом этого стала невозможность издать диск на коммерческой основе. Тем не менее, Loaded продолжили выступления, а в мае 1999 года выпустили концертный альбом Episode 1999: Live. Но к концу 1999 группа была расформирована.

### Реформирование,Dark Daysи продолжительная пауза (2000—2002)

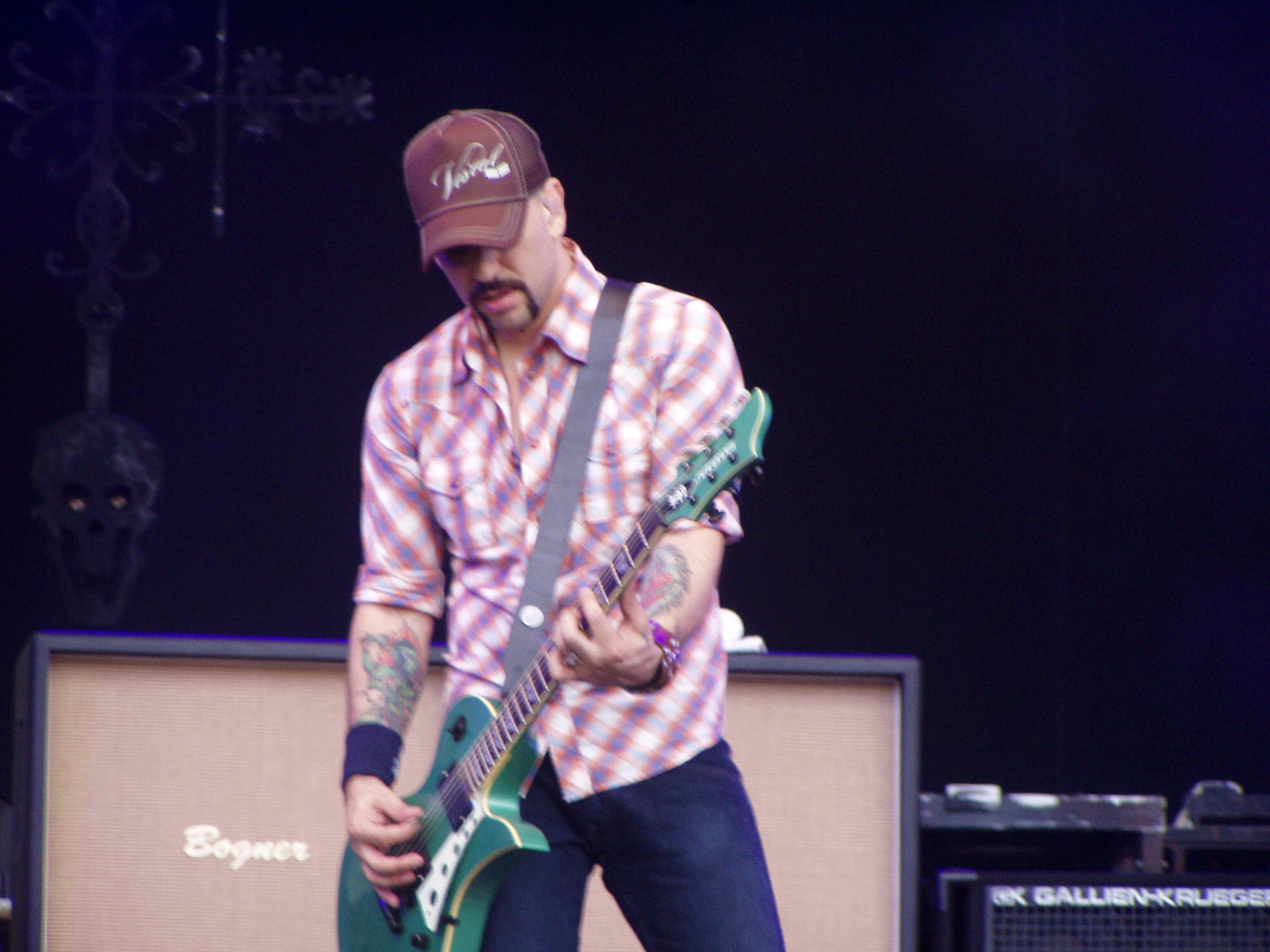
Дэйв Кушнер, сотрудничавший с группой на протяжении 2002 года

В начале 2000 года Дафф Маккаган работал над совместным проектом с Марком Ланеганом и Джеффом Рейдингом. Однако вскоре Ланеган присоединяется к Queens of the Stone Age, из-за чего Маккаган вновь решил сосредоточиться на Loaded. Музыкант пригласил в группу Рейдинга, а также Дэйва Дедерера и Майка Сквайра. Кроме того, в качестве клавишника и продюсера к коллективу примкнул Мартин Фивьер. В этом составе Loaded записали дебютный студийный альбом Dark Days. Музыкальный материал пластинки был представлен перезаписанными версиями песен Beautiful Disease и абсолютно новыми композициями. В июле 2001 года Dark Days был выпущен в США и Японии; год спустя состоялся релиз для европейского рынка.
В поддержку пластинке музыканты отправились в мировое турне, в ходе которого к группе присоединились Дэйв Кушнер, Джефф Роуз и Джордж Стюарт Дэлквист. После окончания гастролей Дафф Маккаган связался с бывшими коллегами из Guns N’ Roses Слэшем и Мэттом Сорумом. Спустя некоторое время музыканты основали коллектив Velvet Revolver, где Маккаган занял роль басиста. В свою очередь Дэйв Кушнер, ещё один участник Loaded, также присоединился к Velvet Revolver. Творческая активность Loaded вновь сошла на нет, и на этот раз на ещё более продолжительный период времени.

### Возвращение на сцену,Wasted HeartиSick(2008—2009)

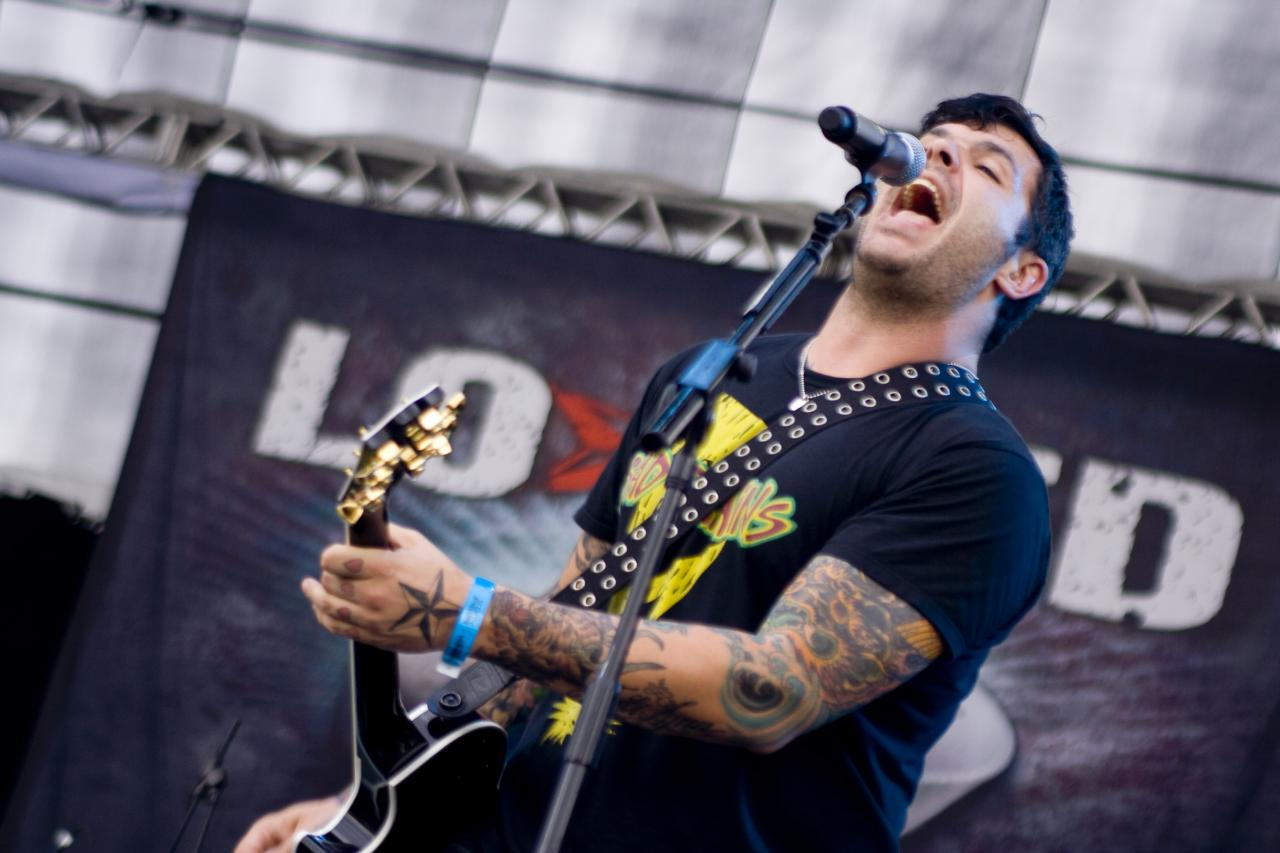
Майк Сквайрс, соло-гитарист Loaded с 2001

Во время турне с Velvet Revolver в весной 2008 года, Маккаган заявил, что возвращается к работе с Loaded. Вскоре из Velvet Revolver уходит вокалист Скотт Уайланд и участники коллектива объявили о бессрочном «отпуске» группы. В итоге, Маккаган решает полностью посвятить себя
Loaded.
Музыканты арендовали репетиционную, затем перешли в Jupiter Studios для записи новых композиций. В процессе работы участники Loaded выкладывали в интернет серию видеороликов со студийными сессиями. Весь материал был записан и сведён в период с 4 по 19 июня 2008 года, а сам процесс работы обошёлся музыкантам в $20,000.
Для издания записанных песен группа подписала контракт с Century Media Records. По настоянию представителей лейбла название Loaded было изменено на «Duff McKagan’s Loaded», с условием того, что его в любой момент можно вернуть к первоначальному варианту. С выпуском второго полноформатного альбома Loaded Sick возникли проблемы. В связи с этим 22 сентября 2008 года в продажу поступает мини-альбом Wasted Heart, куда вошла часть треков июньских сессий. На одну из песен EP «No More» был снят видеоклип.
Релиз второго студийного альбома Sick состоялся весной 2009 года. Пластинка дебютировала на 43-й строчке чарта Top Heatseekers с проданным тиражом 1,400 экземпляров за первую неделю. Также Sick был замечен музыкальными критиками и журналистами, которые, в большинстве своём, положительно оценили альбом. Для поддержки диска был выпущен радио-сингл «Flatline».
После выпуска Sick группа отправляется в масштабный гастрольный тур, охвативший США, Южную Америку, Великобританию и Европу. В рамках тура коллектив также принял участие на фестивалях Rock am Ring, Download , Rockfest и Sauna Open Air Festival. Кроме того, Loaded провели ряд выступлений на разогреве у Mötley Crüe и Black Stone Cherry. На некоторых концертах к коллективу присоединялись Рон Бамблфут Таль, Кори Тейлор и Майкл Монро. В середине гастролей Дафф Маккаган сообщил о том, что у музыкантов появились идеи, относительно записи нового альбома.
В сентябре 2009 года в составе группы произошли изменения — барабанщик Джефф Рейдинг покинул группу по причине возникших серьёзных проблем со здоровьем. На его место был взят Исаак Карпентер. В декабре Loaded, вместе с Queensrÿche, провели выступление в рамках шоу «KISW Salutes the Shield».

### The Takingи одноимённый фильм (2010—2012)

На текстовой составляющей альбома The Taking был основан сюжет одноимённого фильма

В феврале 2010 года Loaded прекратили сотрудничество с Century Media. Некоторое время группа была неактивна, поскольку Дафф Маккаган работал с группой Jane’s Addiction, а Майк Сквайрс присоединился к Green Apple Quick Step.
В августе 2010 Loaded вернулись в студию для записи нового альбома. Продюсированием пластинки занялся Терри Дейт, известный по своей работе с Pantera, Limp Bizkit, Deftones и многими другими. К сентябрю запись была окончена и музыканты заключили договор с компанией Eagle Rock Entertainment. Вскоре, было обнародовано название нового альбома, The Soundtrack, и объявлена предварительная дата выхода — 22 марта 2011 года. Позже Майк Сквайрс, участник Loaded, в одном из интервью сообщил, что название пластинки было изменено на The Taking, а также о переносе релиза на апрель. Вдобавок Сквайрс рассказал о сотрудничестве группы с режиссёром Джейми Бёртон Чемберлином, который начал подготовку к съёмкам музыкального фильма «The Taking», где новый альбом Loaded будет взят за основу сюжета и использован в качестве саундтрека. В свою очередь, Чемберлин заявил, что хочет, чтобы предстоящий фильм стал частью более крупного проекта, подобному «Вечер трудного дня» The Beatles или «Песня остаётся всё такой же» Led Zeppelin. Съёмки проходили в Сиэтле и северо-западе США. В фильме в роли камео появилось множество музыкантов, в том числе Ким Тайил и Бен Шеферд из Soundgarden, Крис Бэллоу из The Presidents of the United States of America и лидер Motörhead Лемми Килмистер. В январе 2011 года был опубликован первый трейлер «The Taking».
Третий студийный альбом Loaded The Taking поступил в продажу в апреле 2011. Диск разошёлся тиражом более 2,300 копий в первую неделю, тем самым расположившись на 12-и месте Top Heatseekers. Альбом получил положительные отзывы от музыкальных критиков; рецензенты сошлись на мнении, что Loaded мастерски эксплуатируют влияния рок-музыки прошлых лет. После релиза The Taking увидело свет переиздание второго студийного альбома Sick, предусмотренное условиями контракта с Eagle Rock Entertainment. В состав переиздания вошёл DVD с бонусным материалом.
Летом 2012 года стали известны новые детали, касаемые фильма. В первую очередь была установлена структура сюжета «The Taking», который был разделён на одиннадцать эпизодов. Премьера первого эпизода состоялась 23 октября 2012 в YouTube.
В настоящее время ничего не сообщается о предстоящих релизах или гастролях группы. Дафф Маккаган занялся сторонними проектами и вновь примкнул к составу Guns N’ Roses.

## Музыкальная характеристика
Творчество Loaded зачастую относят к хард-року с элементами панка. Некоторые музыкальные критики описывают записи группы, как симбиоз музыки Ramones, Игги Попа и Лу Рида. Также эксперты неоднократно проводили параллели между Loaded и Guns N’ Roses, коллективом в котором играл Дафф Маккаган. Так, например, редактор журнала Revolver Кори Гроу, в рецензии к альбому The Taking, проследил некоторые стилистические детали Guns N’ Roses смешанные со звучанием Foo Fighters и Alice in Chains.
Сами же участники группы, среди исполнителей оказавших на них влияние, чаще всего упоминают The Rolling Stones, The Saints, Thin Lizzy и Black Flag.

## Состав
| Текущий состав - Дафф Маккаган — вокал, ритм-гитара, бас-гитара, продюсирование (1999, 2000—2002, 2008 — настоящее время) - Майк Сквайрс — соло-гитара, бэк-вокал (2001—2002, 2008 — настоящее время) - Джефф Роуз — бас-гитара, бэк-вокал (2001—2002, 2008 — настоящее время) - Исаак Карпентер — барабаны, перкуссия (2009 — настоящее время) | Бывшие участники - Джефф Рейдинг — барабаны, перкуссия (2000—2002, 2008—2009) - Дэйв Кушнер — гитара (2002) - Джордж Стюарт Дэлквист — бас-гитара (2002) - Мартин Фивьер — синтезатор, бэк-вокал, продюсирование (2000—2002) - Дэйв Дедерер — гитара, бас-гитара, продюсирование (2000—2001) - Дез Кадена — гитара (1999) - Патрик «Таз» Бентли — ударные (1999) - Майкл Бэрраган — гитара (1999) |

## Дискография
| Студийные альбомы - Dark Days (2001) - Sick (2009) - The Taking (2011) | Концертные альбомы - Episode 1999: Live (1999) Мини-альбомы - Wasted Heart (2008) |